# Codex Parisino-petropolitanus

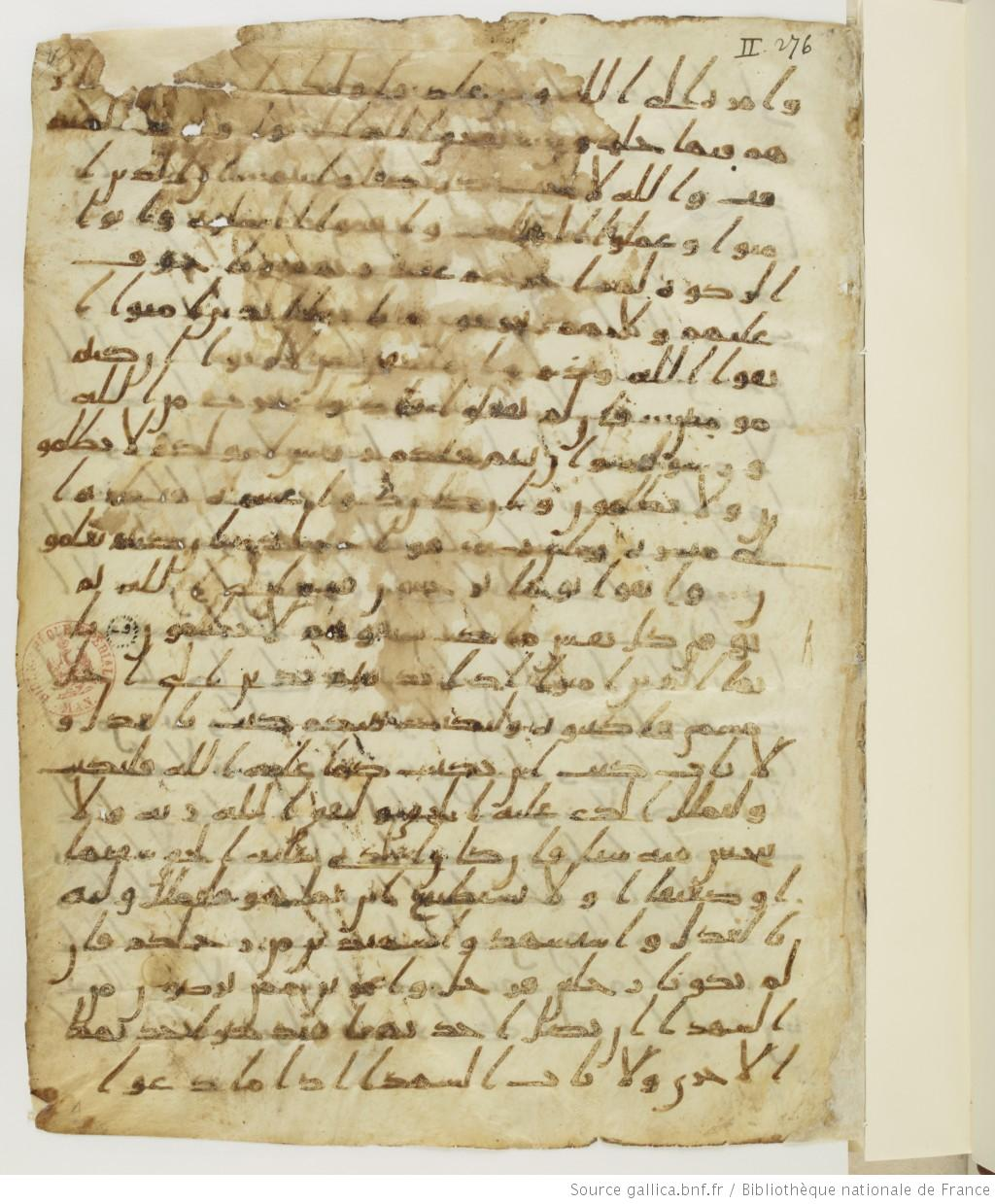
Recto du folio 1 du Codex Parisino-petropolitanus.

Le Codex Parisino-petropolitanus est l'un des plus anciens manuscrits du Coran qui subsistent aujourd'hui. Il est conservé majoritairement au Département des Manuscrits de la Bibliothèque nationale de France, où il est inventorié sous la cote Arabe 328 (précédemment Arabe 328a pour les folios 1 à 56, et Arabe 328b pour les folios 57 à 70).

## Historiographie
Le manuscrit a été trouvé au début du XIXe siècle, au Caire, dans un dépôt de la mosquée 'Amr. Il a, par la suite, été dispersé dans plusieurs bibliothèques occidentales. La localisation de ce dépôt au sein de la mosquée est imprécise. Il semble attesté dès le XVIIe siècle. Les éléments conservés en Russie semblent provenir des acquisitions de l'orientaliste Marcel[Qui ?]. Des pièces arrivées à la BnF, Amari est à l'origine du regroupement en recueils des feuillets similaires. Les feuillets du Parisino-petropolitanus portèrent alors le numéro de "Supplément arabe 150".
Ces manuscrits, ainsi que d'autres manuscrits coraniques de la BnF, ont été catalogués et publiés en 1983 par François Déroche. Ils sont absents du catalogue des manuscrits arabes musulmans publiés en 1973 par Vajda. Déroche rapporte l'anecdote selon laquelle celui-ci considérait que « la description de près de 600 pièces dont le texte est identique aurait été un gaspillage de temps et d’énergie ». Il est publié dans les catalogues de 1895 puis de 1983, dans lequel une distinction est faite entre deux ensembles Arabe 328a et Arabe 328b. En 2009, Déroche publie une étude et une analyse exhaustive de ce manuscrit, « captivante et piquante réplique au lieu commun erroné selon lequel les manuscrits coraniques sont identiques ».
En 2009, un autre ouvrage met en avant les manuscrits arabes BnF 328a et 328b. Il s'agit de l'étude de David S. Powers Muḥammad is not the father of any of your men. The making of the last Prophet dans laquelle l'auteur interroge les récurrences du mot kalala, les corrections apportées au texte et leurs conséquences. À l'inverse, Déroche ne s'est pas prononcé sur les "conséquences de certaines corrections au niveau du signifié."

## Description du manuscrit
Environ 60 % du manuscrit manquent puisqu'il ne reste que 70 des 210 à 220 feuillets qui devaient le constituer, des derniers mots du 275e verset de la 2e sourate au 2e verset de la 72e sourate, avec des lacunes entre les deux. Le début et la fin du codex sont manquants. Au total, il devait être composé de 17 à 18 m2 de parchemin. Ce codex est principalement composé des manuscrits BnF 328a et 328b. Il faut y adjoindre 26 feuillets présents à Saint-Pétersbourg, un à Londres et un au Vatican.
Il a été écrit par cinq copistes, qui travaillaient probablement en parallèle pour satisfaire une demande de production rapide. L'ensemble est calligraphié en style hijazi. Ces copistes ont travaillé à conserver un style homogène malgré l'originalité de chacun. Dans ce codex, les changements de main se produisent toujours entre le verso d'un folio et le recto suivant. 
À la différence de la tradition syriaque qui privilégie des cahiers de 10 folios, le parisino-petropolitanus privilégie une technique davantage grecque, copte et christo-palestinienne. Il est composé, en effet, de quaternions (ensemble de quatre feuilles pliées en deux et cousues). « La structure des cahiers du manuscrit était très homogène, quoique résolument différente de la tradition dominante dans le monde musulman en matière de préparation des cahiers de parchemin à l’époque ancienne. »

## Analyses

### Variantes
Dans l'ensemble, le texte du manuscrit n'est pas très différent du texte coranique standard actuel, « en suppléant en conséquence les points diacritiques ou les signes des voyelles brèves ». Déroche souligne les nombreuses différences orthographiques, mais l'orthographe ne permet pas d'expliquer toutes les différences. Ce manuscrit montre que l'orthographe était fluctuante et qu'elle dépendait du copiste. Certaines sont des erreurs des copistes, tandis que quelques autres sont, selon Déroche, plus substantielles, incluant notamment des variantes non-canoniques. « La confrontation entre l’état originel du manuscrit et les variantes du rasm telles qu’elles nous ont été conservées par la tradition fait apparaître une reprise globale des particularités du mushaf syrien. ». Ces différences ont fait que les correcteurs postérieurs ont dû le modifier pour le rapprocher de la norme uthmanienne.
Pour Déroche, « la comparaison avec l’édition du Caire, qui n’a pour but que de pointer les divergences et de tenter, dans un premier temps, de les expliquer [...], montre qu’à l’époque où ce Coran a été transcrit, un certain nombre de problèmes n’étaient pas réglés. ». Ces variations orthographiques montrent que les copistes cherchaient à améliorer le rasm du texte. En outre, l'absence des voyelles brèves et la rareté des diacritiques même pour distinguer les homographes posent des difficultés de lecture.

### Datation
Selon Déroche, bien que ne niant pas la possibilité d'une datation légèrement plus tardive (archaïsme...), la production du manuscrit peut être datée de la fin du VIIe siècle apr. J.-C. (3e quart du Ier siècle après l'Hégire). En 2020, Déroche considère que ce codex appartient au plus ancien ensemble de manuscrits coraniques appartenant au règne d'Abd al-Malik. D'autres auteurs datent sa production plutôt du début du VIIIe siècle, position que Déroche avait également défendue dans certains de ses travaux plus anciens. D'autres encore suggèrent des dates significativement différentes. Quoi qu'il en soit, le manuscrit est largement reconnu comme l'un des plus anciens manuscrits du Coran existants.

### Retouches ultérieures
Déroche a repéré, sur ce manuscrit, des interventions postérieures à son écriture (retouches, grattage, insertion des titres...). Cela concerne une centaine de grattages dont beaucoup sont postérieurs aux travaux du copiste. Elles peuvent remonter jusqu'au Xe siècle. Ces modifications ont eu pour but de faire correspondre un texte ancien possédant de nombreuses variantes avec le Coran uthmanien : « la majorité des variantes textuelles a été éliminée et, dans son état actuel, le manuscrit est à trois exceptions près conforme au rasm ʿutmānien ».
De même, l'insertion de la numérotation des versets a modifié la séparation entre ceux-ci. Certaines de ces modifications postérieures sont datables de la période abbasside. Les raisons de ces grattages ont peu été étudiées par Déroche. Néanmoins, les recherches de Powers sur un cas précis permet de formuler l'hypothèse « d'une réécriture (avec des changements importants) de versets relatifs aux successions dans le courant de l’époque Umayyade ».
La division en verset ne correspond à aucune tradition connue. En cela, ce manuscrit possède une tradition propre. Elle a été faite en deux temps : au VIIIe siècle puis avant le Xe siècle. Malgré des différences, ce manuscrit suit majoritairement la lecture d'Ibn ʿĀmir. Une des découvertes importante de ce manuscrit est l'existence de césures à l'intérieur de versets reconnus par la tradition comme uniques, créant ainsi des versets supplémentaire, créant de nouvelles rimes mais aussi un sens nouveau. Certaines fins de versets ne correspondent pas au Coran actuel.

## Contexte du manuscrit
Ce manuscrit possède des traits, comme la scriptio continua ou la mise en page, qui permet des comparaisons avec d'autres manuscrits. Correspondant majoritairement à la vulgate uthmanienne, et copié à partir d'un exemplar, il garde des variantes et des aspects non stabilisés qui font de celui-ci un « témoin essentiel d'un « processus de canonisation qui n'est pas encore achevé » ». Les signes diacritiques sont encore rares dans ce manuscrit et sont utilisés de manière différente selon les copistes. La rareté de ces signes diacritiques montre que, même dans l'hypothèse d'une canonisation uthmanienne, celle-ci ne fut pas suffisante pour fixer un texte. Celui-ci ne sera pas stabilisé avant le VIIIe siècle.
Les dimensions de ce manuscrit font penser à un ouvrage d'usage public et à une commande par un personnage important. Néanmoins, l'absence de consignes précises données aux copistes semble suggérer qu'il ne s'agit pas d'une commande dans un contexte officiel. Dutton pense que ce Coran a été copié en Syrie ou en Jazira, hypothèse rejetée par Déroche. Pour ce dernier, « le codex fut copié dans le contexte de la codification entreprise par al-Ḥajjāj b. Yūsuf (m. 95/714), laquelle se manifesta notamment par l'envoi à Fusṭāṭ d'un exemplaire officiel du Coran » dans une période qui menaçait les traditions coraniques locales. 
Les remaniements successifs du manuscrit montrent que le Coran Parisino-petropolitanus a continué à être utilisé pendant plusieurs siècles. Tillier souligne la proximité de ce manuscrit avec le "Coran d'Asma", possédant une histoire proche. S'il s'agit du même manuscrit, il pourrait être daté de 695-6.